# Zacharias Starck
Zacharias Starck (* asi 1535 – † před r. 1612) byl německý právník, historik a humanista.

## Život
Narodil se v Senftenbergu v Dolní Lužici. Asi roku 1572 dosáhl hodnosti doktora práv. Působil jako rádce na dvoře saských kurfiřtů. Zemřel v Drážďanech.
Roku 1582 si nechal pořídit tištěný exlibris.
V letech 1579–1580 pobýval v Těšíně, kde pořídil komentovaný soupis dokumentů těšínského zámeckého archivu, který se zachoval v rukopise. Bývá proto řazen k historikům Těšínska.